# Lee Hutton
Lee Andrew Hutton (født 13. marts 1987 i Chesterfield) er en engelsk sanger/sangskriver, der tidligere var en del af det irske pop-band Industry. Han var en del af det Danske Melodi Grand Prix 2011, men blev ikke en del af final-four med sangen 'Hollywood Girl'.